# Вебер, Иоганн Якоб
Иоганн Якоб Вебер (нем. Johann Jacob Weber; 3 апреля 1803, Базель, Швейцария, — 16 марта 1880, Лейпциг, Германия) — немецкий издатель.
Положил начало изданию «Illustrierte Zeitung» (в Лейпциге) и издал вообще множество иллюстрированных сочинений, чем значительно содействовал развитию немецкого гравировального искусства. Фирма его, основанная в 1834 году, существовала и в начале XX века.